# Boaventura de Sousa Santos
Boaventura de Sousa Santos, né à Coimbra (Portugal) le 15 novembre 1940, est docteur en sociologie du droit de l'université Yale et professeur d'université à la Faculté d'économie de l'université de Coimbra.
Il est directeur du Centre d'études sociales (« Centro de Estudos Sociais) de cette université.
Actuellement, il est l'un des principaux intellectuels du secteur de sciences sociales, reconnu internationalement. Il bénéficie d'une grande popularité au Brésil, principalement parce qu'il a participé à trois éditions du Forum social mondial à Porto Alegre.
Ses écrits sont consacrés au développement d'une sociologie des émergences, laquelle, selon lui, chercherait à valoriser une gamme d'expériences humaines aussi variée que possible, ceci en s'opposant à une « sociologie des absences », responsable d'un « gaspillage de l'expérience ». L'héritage contractuel est bien marqué dans leurs œuvres et leurs textes renvoient à l'organisation de contrats sociaux qui soient vraiment capables de représenter des valeurs universelles.
Sousa Santos est aussi un poète, auteur du livre Escrita INKZ.
Une de ses préoccupations est de s'approcher d'une science du « sens commun » en vue d'élargir l'accès à la connaissance [réf?]. Défenseur de l'idée selon laquelle des mouvements sociaux et civiques forts sont essentiels au contrôle démocratique de la société et à l'établissement de formes de démocratie participative, il a fondé en 1996 l'Associação Cívica Pro Urbe à Coimbra.
Sa trajectoire récente (2007) est marquée par la proximité avec les mouvements altermondialistes et par la participation et la coordination d'une œuvre collective de recherche nommée Reinventar a Emancipação Social: Para Novos Manifestos (« Réinventer l'émancipation sociale : Pour de nouveaux manifestes »).
Pour Sousa Santos, « l'époque dans laquelle nous vivons, dont le passé récent fut dominé par l'idée d'une théorie générale, est peut-être une époque de transition qui devrait être définie de la façon suivante : nous n'avons pas besoin d'une théorie générale, mais nous avons encore besoin d'une théorie générale de l'impossibilité d'une théorie générale ».

## Publications avec traduction
| - 1987 : Um Discurso sobre as Ciências, Coimbra. - 1988 : O Social e o Político na Transição Pós-moderna - 1989 : Introdução a uma ciência pós-moderna - 1990 : O Estado e a Sociedade em Portugal (1974-1988). Porto: Afrontamento. - 1993 (org.) : Portugal: um retrato singular, Porto: Afrontamento. - 2000 : Para uma concepção pós-moderna do direito. Acrítica da razão indolente: contra o desperdício da experiência, Porto: Afrontamento. - 2001 (org.) : Globalização: Fatalidade ou Utopia?, Porto: Afrontamento. - 2004 : Escrita INKZ, Rio de Janeiro: Aeroplano. - 2006 : Viagem ao centro da pele. Rio de Janeiro: Revista Confraria do Vento - 2006 : A gramática do tempo: para uma nova cultura política, S. Paulo, Porto : Cortez Ed., Afrontamento. - 2006 : The Heterogeneous State and Legal Pluralism in Mozambique, Law & Society Review, 40, 1: 39-75. | - Un discours sur les sciences - Le social et Homme politique à la Transition post-moderne:: - Introduction à une science pós-moderna:: - L'État et la société au Portugal (1974-1988) - Le Portugal : un portrait singulier - Pour une conception post-moderne du droit. critique de la raison indolente : contre la dépense de l'expérience - Mondialisation : Fatalité ou Utopie ? - Écriture INKZ - Voyage au centre de la peau - La grammaire du temps : pour une nouvelle culture politique - L'État hétérogène et le pluralisme légal au Mozambique |